# Martin Strel

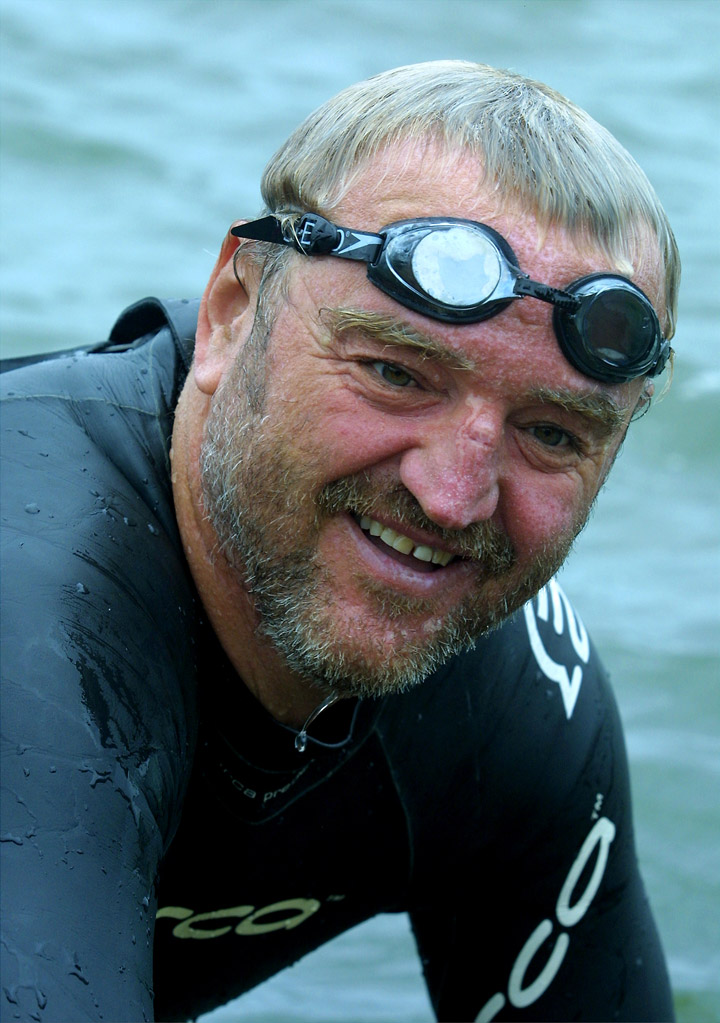
Martin Strel 2011

Martin Strel (* 1. Oktober 1954 in Mokronog, Jugoslawien (heute Slowenien)) ist ein slowenischer Ultra-Langstreckenschwimmer und hält mehrere Weltrekorde in dieser Disziplin.

## Karriere
Seine Karriere begann 1992 mit den beiden slowenischen Flüssen Krka (105 km in 28 Stunden) und Kolpa (62 km in 16 Stunden). Seinen ersten Weltrekord holte er sich 2000, als er in 58 Tagen 3004 km in der Donau schwamm. Ebenfalls in der Donau erzielte er im Juli 2001 den Weltrekord im Nonstop-Schwimmen, indem er in 84:10 Stunden 504 km zurücklegte. Seine nächsten Projekte waren 2002 der Mississippi River (3885 km), den er in 68 Tagen komplett hinunterschwamm, sowie 2003 der brasilianisch-argentinische Río Paraná (3998 km). Am 10. Juni 2004 nahm er sich mit dem chinesischen Jangtse den drittlängsten Fluss der Welt vor. Er erreichte Shanghai nach 40 Tagen und damit einen Tag früher als geplant.
Besondere Aufmerksamkeit erregte er, als er im Frühjahr 2007 den Amazonas hinunterschwamm. Die Distanz vom Start in Peru bis zum Ziel in Belém (Pará) betrug 5268 km. Bei diesem Unternehmen galt es auch Gefahren wie Piranhas und Alligatoren und der Amazonas-Flutwelle Pororoka zu entgehen. Obwohl Strel die Strecke geschafft hat und damit einen neuen Weltrekord aufstellte, musste er danach mit größeren gesundheitlichen Problemen kämpfen. Sein Sohn fasste seine Erschöpfung so zusammen: „Er war am absoluten Nullpunkt“.
Auch wenn Medien daraufhin spekulierten, der Nil wäre die nächste logische Fortsetzung der Schwimmkarriere, schloss Martin Strel dies kategorisch aus. Seiner Meinung nach ist der Nil zwar lang, aber ansonsten keine große Herausforderung. Der Amazonas sei einfach ein ganz anderes Kaliber.
Während seiner Aktionen schläft Martin Strel nur etwa fünf Stunden pro Tag. Für einen Weltrekordversuch trainiert er etwa anderthalb Jahre und benötigt anschließend sechs bis sieben Monate zur Regeneration.

## Big River Man
Big River Man ist ein Dokumentarfilm von John Maringouin aus dem Jahr 2009. Der Film begleitet Martin Strel während seiner Amazonas-Durchschwimmung von Februar bis April 2007.
Der Film wurde für den Großen Preis der Jury am Sundance Film Festival 2009 nominiert und gewann den Preis „Excellence in Cinematography Award“. Der Film wird von Revolver Entertainment und dem Discovery Channel vertrieben.